# Григорій Пелех
Григорій Пелех (*д/н —після 1674) — український політичний та військовий діяч, кошовий отаман Війська Запорозького.

## Життєпис
Про походження, дату й місця народження немає відомостей. Вже 1660-х роках належав до козацької старшини. Був прихильником Михайла Ханенка та укладання союзу з Річчю Посполитою. Після обрання у 1669 році Ханенка гетьманом Правобережної України, Пелех деякий час був наказним кошовим, втім вже влітку 1670 року обирається кошовим отаманом.
На своїй посаді надавав всіляку підтримку загонам Ханенка у боротьбі проти Петра Дорошенка та кримських татар. Того ж року спрямував посольство Запорізької Січі на чолі з полковником Семеном Богаченком до Острога, де велися перемовини з польськими комісарами Станіславом Беневським і Стефаном Пісочинським. Тут запорожці по згоді з кошовим та Ханенком 2 вересня того ж року підписалися під Острозькою угодою.
Втім, невдоволення відкрито пропольською позицією та фактично повернення ситуації до періоду перед 1648 роком, тобто початком Хмельниччини, збурило Кіш. В результаті Григорія Пелеха не обрали на посаду у 1671 році.
Втім, того ж року він разом з Богаченком і Білим відвідав Варшаву, де вони мали аудієнцію в короля Михайла Корибута Вишневецького. Тут Пелех разом з іншими послами намагалися домогтися чіткого виконання Острозької угоди та підтвердження статусу козацької старшини. Король надав їм нові клейноди та 20 тисяч злотих. 
1673 року з Січі відправився до донських козаків, які готували напад на Азов. У січні 1674 року був у складі делегації до гетьмана Івана Самойловича стосовно появи в Запоріжжі авантюриста Лжесимеона, що називав себе царевичем Симеоном Олексійовичем, сином московського царя Олексія Михайловича. Після цього поступив на службу до Самойловича, займався «згоном» (насильницьким переселенням) населення з Правобережжя на Лівобережжя. Про подальшу долю Григорія Пелеха нічого невідомо.